# IK Mode
IK Mode var en idrottsklubb i Stockholm i Sverige. Klubben bedrev bandy, fotboll, friidrott och ishockey. I bandy spelade klubben i Sveriges högsta division säsongerna 1937 och 1940. I ishockey spelade man i Sveriges andradivision, klass II, säsongen 1929/1930. Klubben har även haft framgångar i friidrott, framför allt under 1930- och 40-talen. Bland annat vann man Dagbladsstafetten 1940 och 1946. Andra framgångsrika friidrottare för klubben har varit Åke Stenqvist, SM-guld i längdhopp för herrar 1936, 1937 och 1938, samt Lennart Eliaeson som vann SM-guld i längdhopp för herrar 1943.
AIK erbjöds 1929 att ta över klubbens friidrottsverksamhet.

### Fotnoter
1. ↑  Jimmy Andersson (14 mars 1985). ”Säsongen 1936-37”. Jimmys bandysida. Arkiverad från originalet den 22 februari 2015. https://web.archive.org/web/20150222015235/http://www.jimbobandy.nu/oldtab/36-37.html. Läst 22 februari 2015.
2. ↑  Jimmy Andersson (14 mars 1940). ”Säsongen 1939-30”. Jimmys bandysida. Arkiverad från originalet den 21 februari 2015. https://web.archive.org/web/20150221170539/http://www.jimbobandy.nu/oldtab/39-40.html. Läst 22 februari 2015.
3. ↑  Owe Fröberg (25 augusti 2005). ”Ingen nystart men ekonomiskt stöd”. AIK. Arkiverad från originalet den 22 februari 2015. https://web.archive.org/web/20150222015922/http://193.0.253.131/aikindex.html?%2Fhistorik%2Ffriidrott%2Fekonomisktstod.html. Läst 31 juli 2011.